# Zadok the Priest
Zadok the Priest (HWV 258) is een 4-stemmige Engelstalige hymne, geschreven door Händel. Het werk is bekend als kroningshymne.

## Gebruik
Tijdens de Britse kroningsliturgie wordt deze hymne traditiegetrouw gezongen tijdens het zalven van de koning. Ze wordt uitgevoerd sinds de kroning van koning George II. Hierbij wordt de bijbelse symboliek van de goddelijke zalving van koning Salomo benadrukt (zie Sadok). Tijdens de kroningsliturgie wordt dit normaal gezongen door het knapenkoor van Westminster Abbey.

## Compositie
Het stuk werd voltooid voor oktober 1727 en werd toen voor het eerst uitgevoerd. Händel gebruikte verschillende maatsoorten voor deze feestelijke barokke compositie. Het is met begeleiding van groot orkest, waaronder baroktrompetten. Dit stuk wordt gerekend tot de bekendste werken uit het oeuvre van de componist.

## Varia
Tony Britten heeft toegegeven dat de hymne van de Champions League deels gebaseerd is op Zadok the Priest.

## Tekst
De tekst is gebaseerd op 1 Koningen 1:38-40
Zadok the Priest and Nathan the Prophet anointed Solomon King.
And all the people rejoiced and said:
God save the King! Long live the King!
May the King live for ever!
Amen, Allelujah.
Hoewel de tekst van God Save The Queen gebaseerd is op dezelfde tekst waaruit ook Zadok the Priest is voortgekomen, verandert de tekst van Zadok the Priest niet bij een vorstin, omdat het een hymne is, en omdat de tekst rechtstreeks ontleend is aan de Schrift. Het blijft "koning", ook al is de vorst een vrouw.